# Careva Draga
 Careva Draga  falu Horvátországban Zágráb megyében. Közigazgatásilag Krašićhoz tartozik.

## Fekvése
Zágrábtól 44 km-re délnyugatra, községközpontjától 5 km-re északnyugatra a Zsumberki-hegységben, a megye déli határán fekszik. 

## Története
A falunak 1857-ben 24, 1910-ben 33 lakosa volt. Trianon előtt Zágráb vármegye Jaskai járásához tartozott. 2001-ben 6 lakosa volt. 

## Lakosság
| Lakosság változása | Lakosság változása | Lakosság változása | Lakosság változása | Lakosság változása | Lakosság változása | Lakosság változása | Lakosság változása | Lakosság változása | Lakosság változása | Lakosság változása | Lakosság változása | Lakosság változása | Lakosság változása | Lakosság változása |
| ------------------ | ------------------ | ------------------ | ------------------ | ------------------ | ------------------ | ------------------ | ------------------ | ------------------ | ------------------ | ------------------ | ------------------ | ------------------ | ------------------ | ------------------ |
| 1857               | 1869               | 1880               | 1890               | 1900               | 1910               | 1921               | 1931               | 1948               | 1953               | 1961               | 1971               | 1981               | 1991               | 2001               |
| 24                 | 28                 | 23                 | 25                 | 27                 | 33                 | 37                 | 40                 | 31                 | 32                 | 27                 | 20                 | 17                 | 12                 | 6                  |

## Külső hivatkozások
Krašić hivatalos oldala